# Hyperolius adspersus
Hyperolius adspersus là một loài ếch thuộc họ Hyperoliidae.
Loài này có ở Angola, Cameroon, Cộng hòa Congo, Cộng hòa Dân chủ Congo, Gabon, và có thể cả Guinea Xích Đạo.
Môi trường sống tự nhiên của chúng là đồng cỏ nhiệt đới hoặc cận nhiệt đới vùng ngập nước hoặc lụt theo mùa, đầm nước, đầm nước ngọt, đầm nước ngọt có nước theo mùa, vườn nông thôn, rừng trước đây suy thoái nghiêm trọng, ao, ao nuôi trồng thủy sản, và kênh đào và mương rãnh.